# Игровой корт
Игровой корт (англ. court, от лат. cohors — огороженное место) — спортивная площадка для игры во что-либо.

## Разновидности
Примеры:
Теннисный корт — спортивная площадка для игры в большой теннис. Может быть травяным, грунтовым, с твёрдым покрытием (хард), ковровым; а также, для не официальных матчей — земляным, резиновым, бетонным, паркетным, асфальтным, деревянным. Может быть открытым (на открытом воздухе) или закрытым (внутри помещений).
Сквош-корт — спортивная площадка для игры в сквош.
Корт для пиклбола — спортивная площадка для игры в пиклбол. Может быть открытым (на открытом воздухе) или закрытым (внутри помещений).
Корт для игры в Ракетбол — спортивная площадка для игры в Ракетбол. Внутри помещений.
Корт для игры в Реал-теннис — спортивная площадка для игры в Реал-теннис. Внутри помещений.
Корт для игры в Рэкетс — спортивная площадка для игры в Рэкетс.
Корт для игры в Пляжный теннис — спортивная площадка для игры в Пляжный теннис. На открытом воздухе.

## Интересные факты
Корт находящийся в английском Хэмптон-корте используется по прямому назначению почти 500 лет.

## Фотогалерея

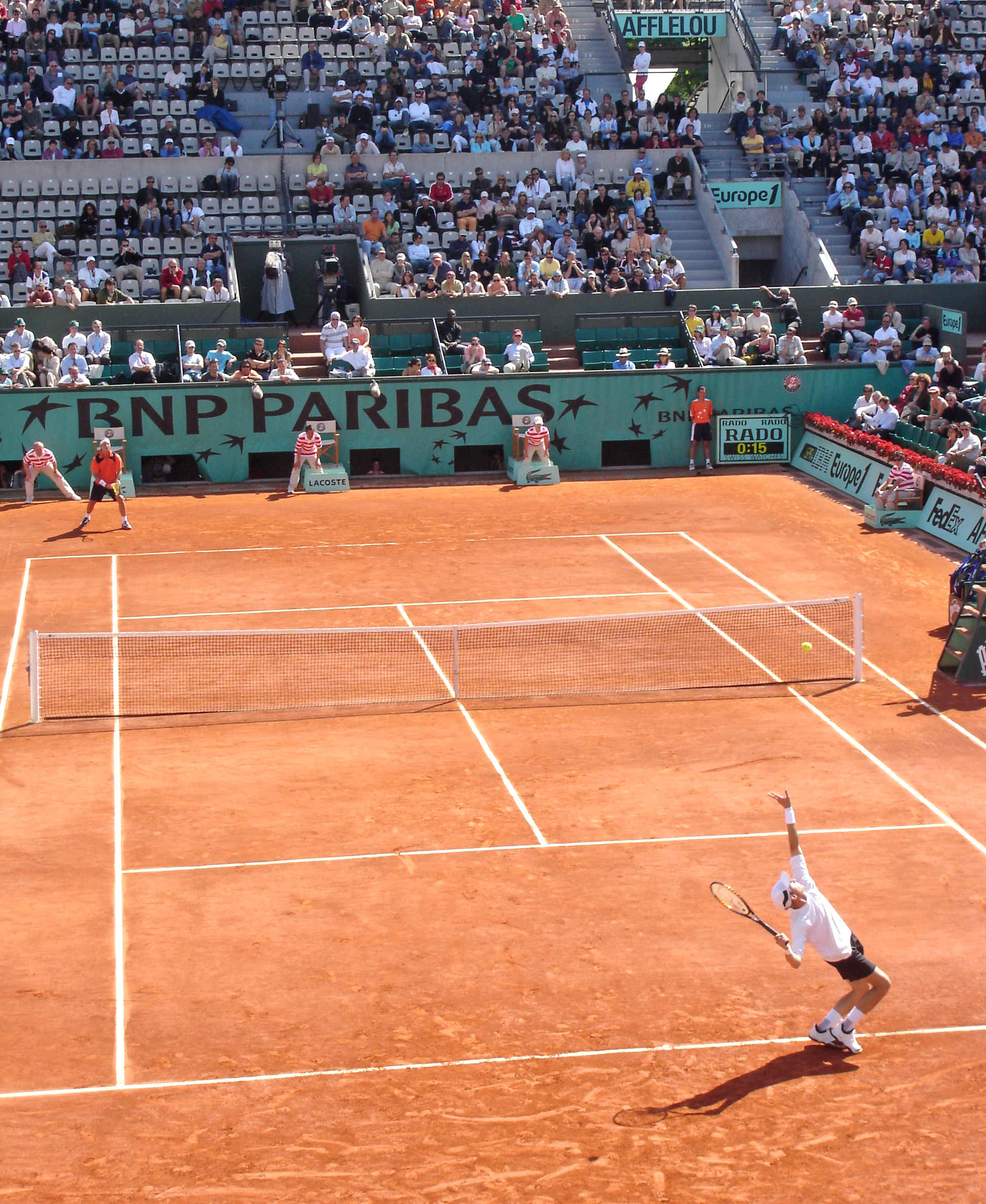
Открытый чемпионат Франции по теннису корт для игры в большой теннис с грунтовым покрытием.
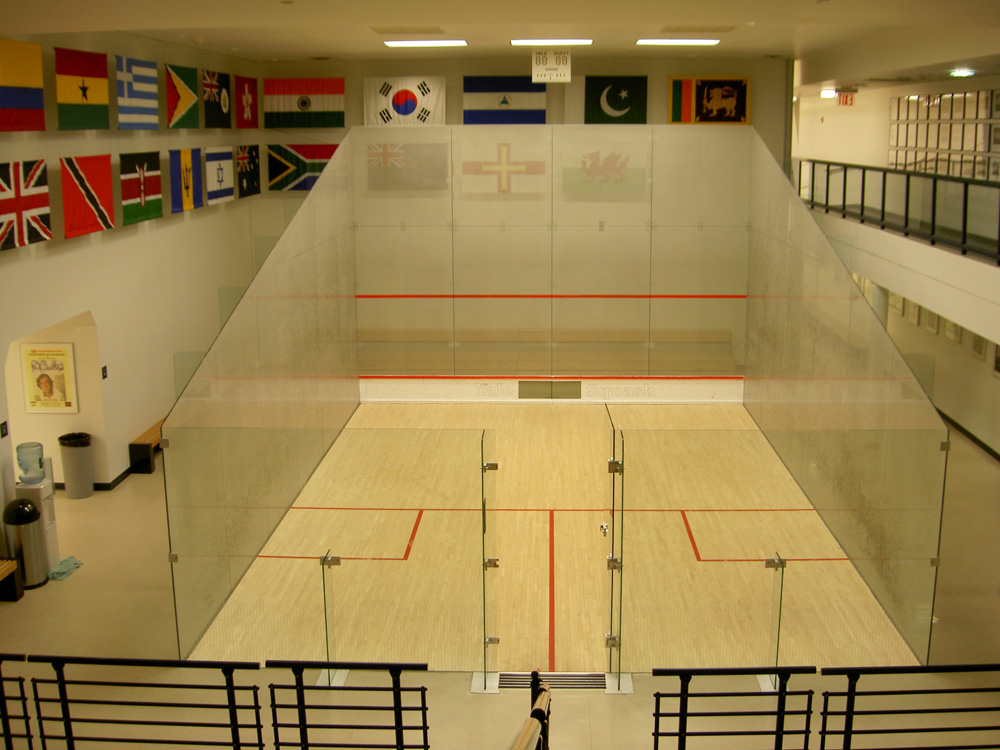
Корт для игры в сквош
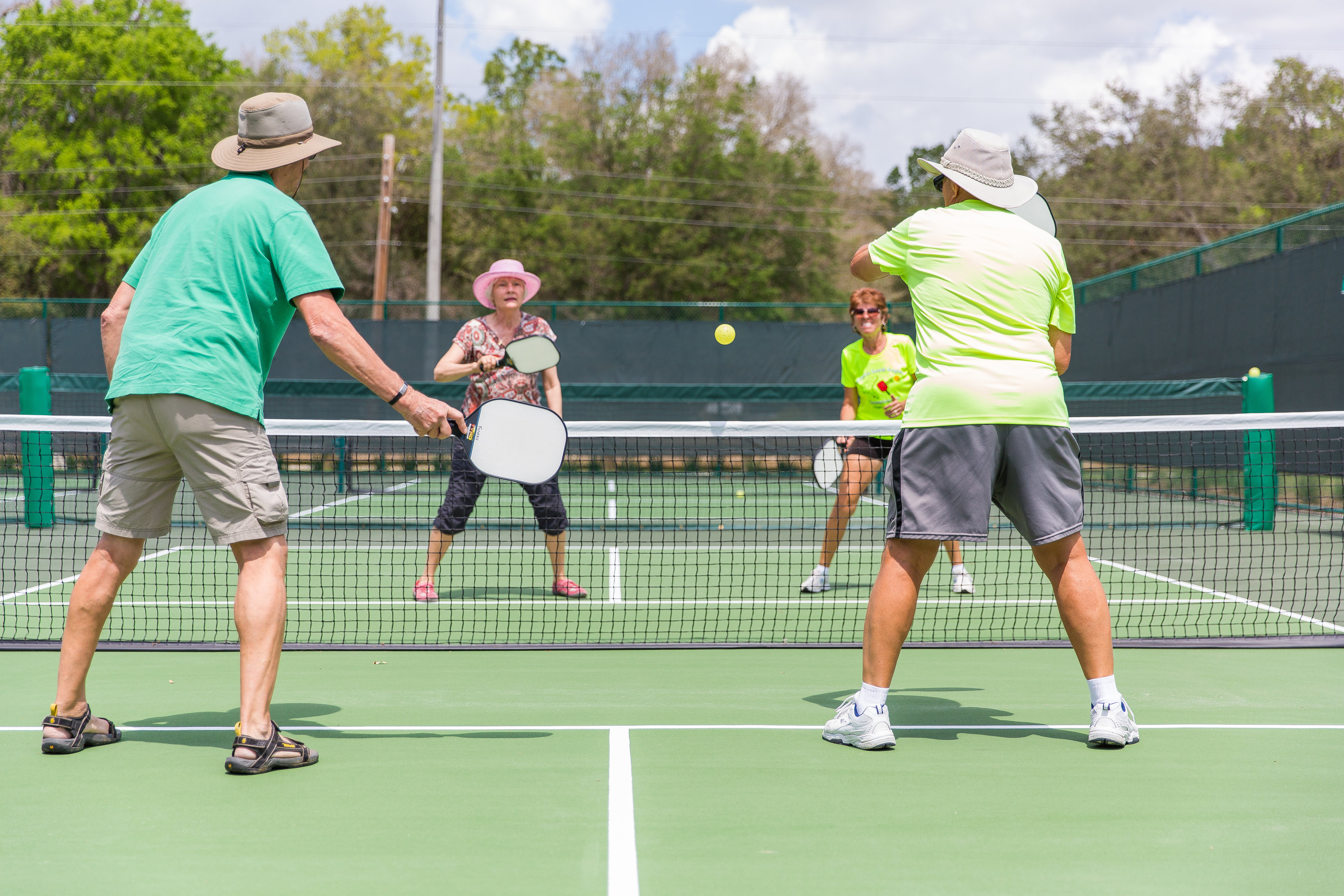
Открытый корт для игры в пиклбол
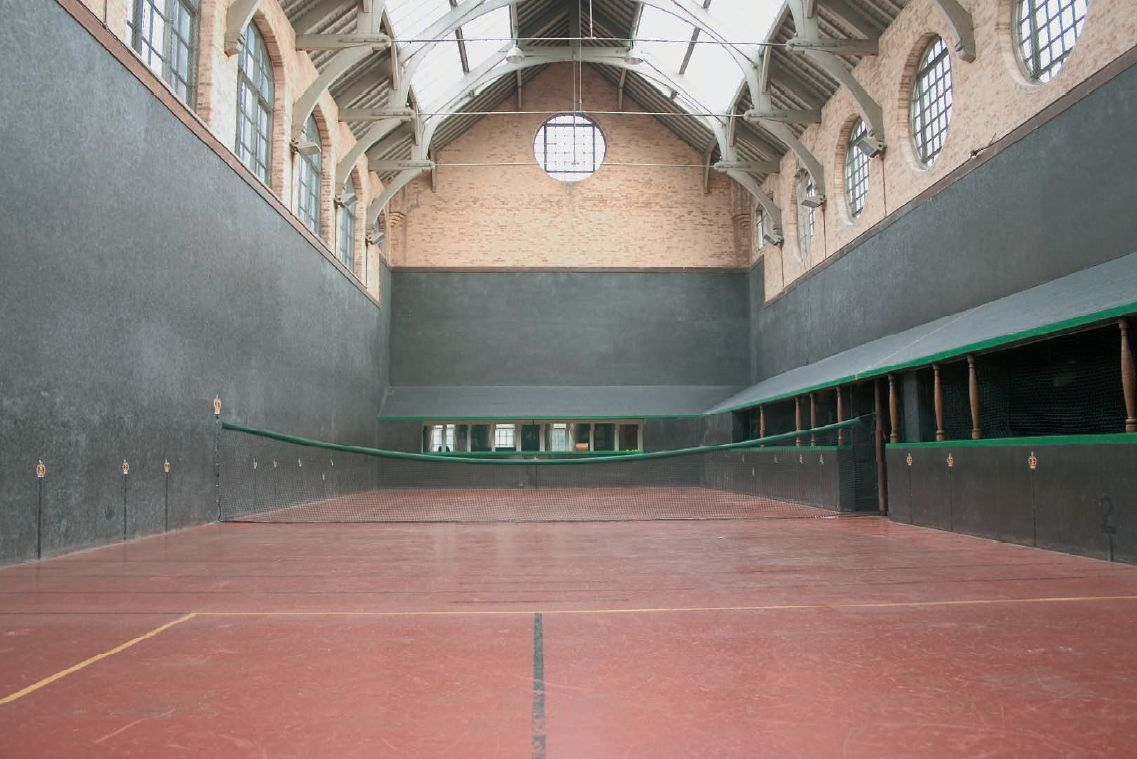
Закрытый корт для игры в Реал-теннис в английском городе Ньюкасле
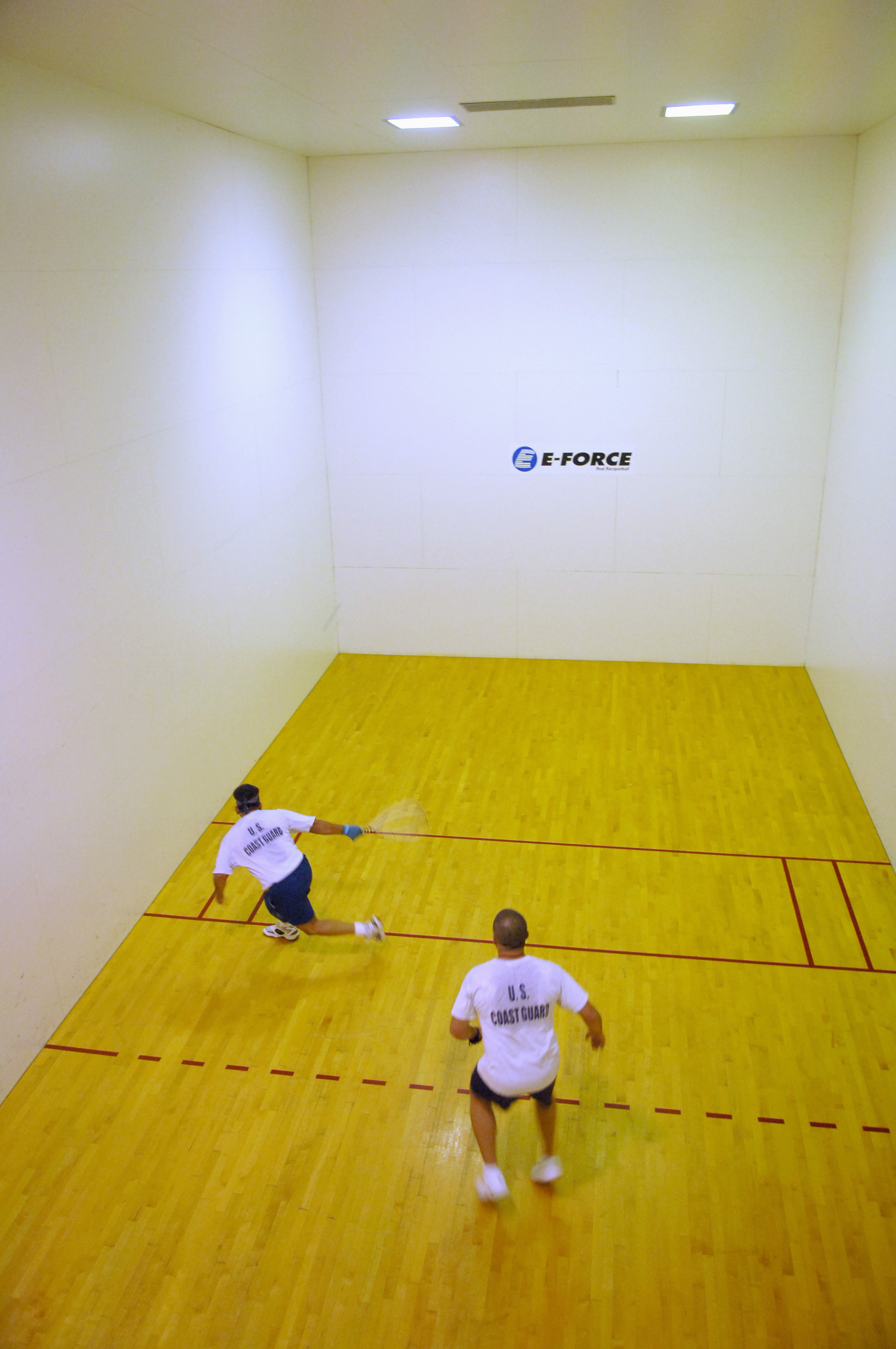
Корт для игры в Ракетбол
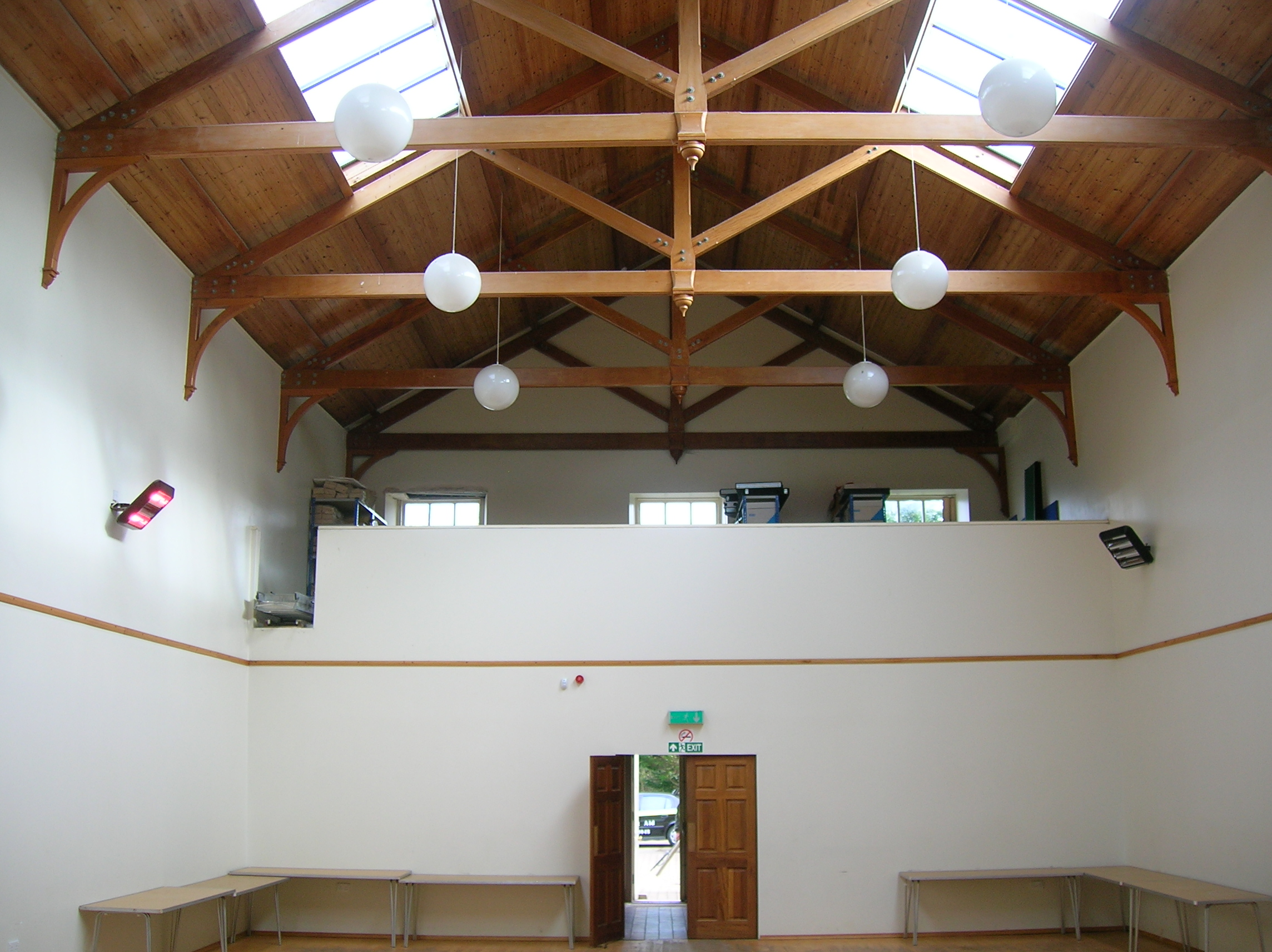
Корт для рэкетс в Эглинтоне (Англия)
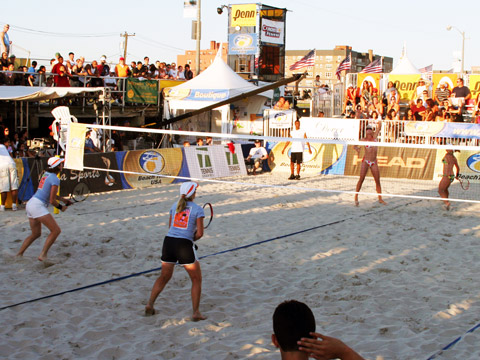
Корт для игры в Пляжный теннис